# Welyki Lutschky
Welyki Lutschky (ukrainisch Великі Лучки; ruthenisch Великі Лучкы; russisch Велики Лучки Weliki Lutschki, slowakisch Veľký Loučky oder Veľký Lúčky, ungarisch Nagylucska) ist ein Dorf im Westen der ukrainischen Oblast Transkarpatien mit etwa 10000 Einwohnern (2018).

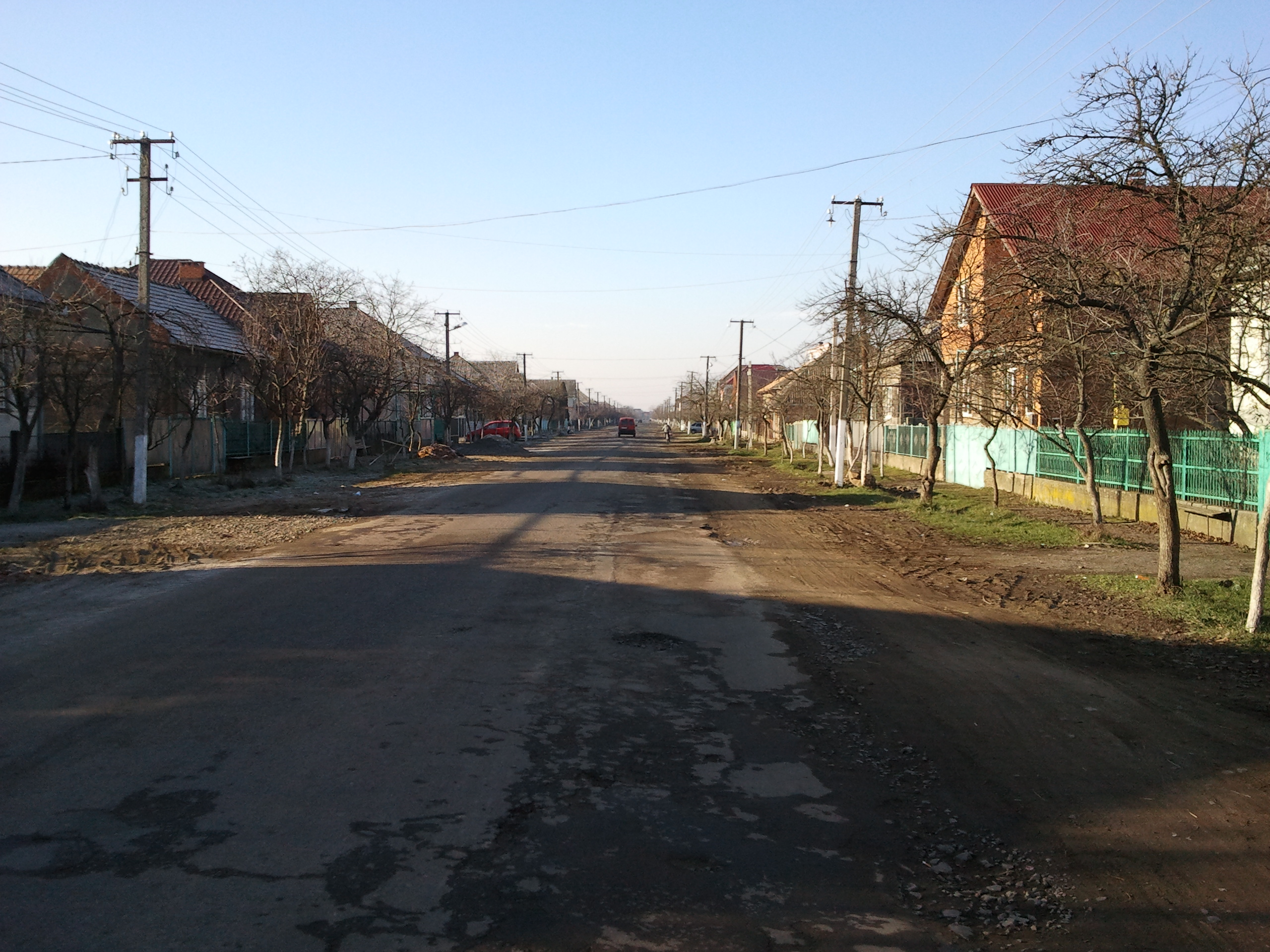
Straßenzug in Welyki Lutschky

Das im 15. Jahrhundert erstmals schriftlich erwähnte Dorf liegt 14 km südwestlich von Mukatschewo an den Territorialstraßen T–07–10 und T–07–29 und ist eines der bevölkerungsreichsten Dörfer der Ukraine.
Am 12. Juni 2020 wurde das Dorf zusammen mit 16 umliegenden Dörfern zum Zentrum der neu gegründeten Landgemeinde Welyki Lutschky (Великолучківська сільська громада/Welykolutschkiwska silska hromada) im Rajon Mukatschewo. Bis dahin bildete es die Landratsgemeinde Welyki Lutschky (Великолучківська сільська рада/Welykolutschkiwska silska rada).
Folgende Orte sind neben dem Hauptort Welyki Lutschky Teil der Gemeinde:
| Name                     | Name          | Name                                | Name                    | Name                  | Name    |
| ukrainisch transkribiert | ukrainisch    | russisch                            | slowakisch              | ungarisch             | deutsch |
| ------------------------ | ------------- | ----------------------------------- | ----------------------- | --------------------- | ------- |
| Benedykiwzi              | Бенедиківці   | Бенедиковцы (Benedikowzy)           | Benedikovce             | Benedeki              | -       |
| Domboky                  | Домбоки       | Домбоки (Domboki)                   | Dombok                  | Dombokpuszta          | -       |
| Drahynja                 | Драгиня       | Драгиня (Draginja)                  | -                       | -                     | -       |
| Kajdanowo                | Кайданово     | Кайданово (Kaidanowo)               | Kajďanovo, Kajdanovo    | Kajdanó               | -       |
| Kalnyk                   | Кальник       | Кальник (Kalnik)                    | Kalník, Kalnik          | Beregsárrét, Kálnik   | -       |
| Kinlod                   | Кінлодь       | Кинлодь                             | Kilod                   | Kinlód                | -       |
| Kusmyno                  | Кузьмино      | Кузьмино (Kusmino)                  | Kuzmino, Kuzmina        | Beregszilvás, Kuzmina | -       |
| Medwediwzi               | Медведівці    | Медведевцы (Medwedewzy)             | Medvedovce, Medveduovce | Fagyalos, Medvegyóc   | -       |
| Rakoschyno               | Ракошино      | Ракошин (Rakoschin)                 | Rákošín, Rakošin        | Beregrákos            | -       |
| Ruska Kutschawa          | Руська Кучава | Русская Кучава (Russkaja Kutschawa) | Ruská Kučová            | Oroszkucsova          | -       |
| Ruske                    | Руське        | Русское (Russkoje)                  | Ruské                   | Orosztelek, Ruszkóc   | -       |
| Schkuratiwzi             | Шкуратівці    | Шкуратовцы (Schkuratowzy)           | Škuratovce, Skuratovce  | Bereghalmos, Skuratóc | -       |
| Snjazjowo                | Зняцьово      | Зняцёво (Snjazewo)                  | Zňacovo, Zňacevo        | Ignéc                 | -       |
| Tscherwenjowo            | Червеньово    | Червенево (Tscherwenewo)            | Červeňovo, Čerleňovo    | Cserlenő              | -       |
| Tschopiwzi               | Чопівці       | Чоповцы (Tschopowzy)                | Čapovce                 | Csapolc               | -       |
| Winkowe                  | Вінкове       | Винково (Winkowo)                   | Vinkovo                 | Vinkó                 | -       |

## Persönlichkeiten
- Jurij Kerekesch (ukrainisch Юрій Юрійович Керекеш, 1921–2007), ukrainischer Schriftsteller, Dramatiker und transkarpatischer Sozialaktivist.